# 亥安面

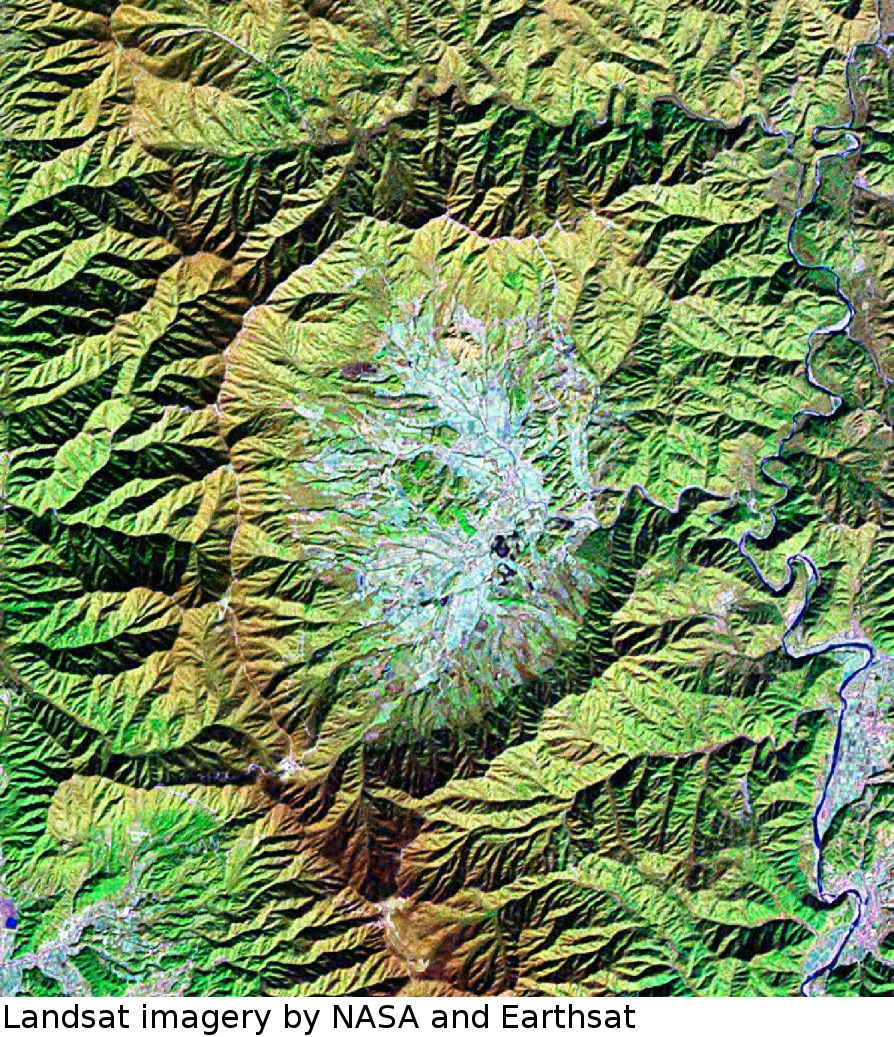
亥安面の全域をなす亥安盆地。朝鮮戦争の時は「パンチボウル」と呼ばれた。

亥安面（ヘアンミョン、해안면）は、大韓民国江原特別自治道楊口郡にある面。面の北部を軍事境界線と接している。

## 概要
亥安盆地全体を持って一面をなす。クレーター様の特異なこの盆地は隕石の落下や火山の噴火によるカルデラではなく、地下の花崗岩の浸食により出来上がったと考えられている。この特異な地形から、朝鮮戦争の従軍記者により「パンチボウル」と呼ばれた。
朝鮮戦争膠着期、楊口郡一帯は激戦地となっており、亥安盆地一帯もパンチボウルの戦いの地となった。現在でも面の北部は民間人出入統制区域となっている。

## 歴史
- 1954年11月17日 : 収復地区臨時行政措置法（朝鮮語版）により麟蹄郡へ移管
- 1963年1月1日 : 麟蹄郡瑞和面（朝鮮語版）と合面
- 1973年7月1日 : 楊口郡東面（朝鮮語版）に編入され、東面亥安出張所が設置
- 1983年2月15日 : 亥安面として分割、復旧

## 行政区域
| 法定里 | ハングル | 行里里              | 備考           |
| ------ | -------- | ------------------- | -------------- |
| 万垈里 | 만대리   | 万垈里              |                |
| 五柳里 | 오유리   | 五柳1里、五柳2里    |                |
| 月山里 | 월산리   |                     | 民間人非居住   |
| 泥峴里 | 이현리   |                     | 民間人非居住   |
| 県里   | 현리     | 県1里、県2里、県3里 | 面事務所所在地 |
| 後里   | 후리     |                     | 民間人非居住   |

## 名所
- 統一館、楊口戦争記念館

朝鮮戦争の激戦の記録として様々な展示物が置かれている。また統一館では民間人出入統制区域内の見学のための手続きが行われている。
- 乙支展望台
- 南侵第4トンネル